# Mayko Votta
Mayko Votta Camandulli (12 de diciembre de 1977) es un deportista uruguayo que compitió en taekwondo. Ganó una medalla de bronce en el Campeonato Panamericano de Taekwondo de 2004, en la categoría de –54 kg.

## Palmarés internacional
| Campeonato Panamericano | Campeonato Panamericano         | Campeonato Panamericano | Campeonato Panamericano |
| Año                     | Lugar                           | Medalla                 | Categoría               |
| ----------------------- | ------------------------------- | ----------------------- | ----------------------- |
| 2004                    | Santo Domingo (Rep. Dominicana) | Medalla de bronce       | –54 kg                  |